# Рогачики
Рогачики (лат. Ceruchus) — род жуков семейства Рогачи (Lucanidae).
Жуки средних размеров. Продолговатые, уплощенные, челюсти у самцов увеличены. Блестящие, гладкие жуки, окраска от тёмно-коричневого до чёрного цвета.

## Систематика
В роде описано 14 видов.
- Ceruchus
  - Ceruchus atavus
  - Ceruchus chuduraziensis
  - Рогачик малый, или скромный (Ceruchus chrysomelinus)
  - Ceruchus deuvei
  - Ceruchus katerinae
  - Чёрный рогачик (Ceruchus lignarius)
  - Ceruchus minor
  - Ceruchus niger
  - Ceruchus piceus
  - Ceruchus punctatus
  - Ceruchus reginae
  - Ceruchus sinensis
  - Ceruchus striatus